# Bertya opponens
Bertya opponens là một loài thực vật có hoa trong họ Đại kích. Loài này được (F.Muell. ex Benth.) Guymer mô tả khoa học đầu tiên năm 1985.